# Kame

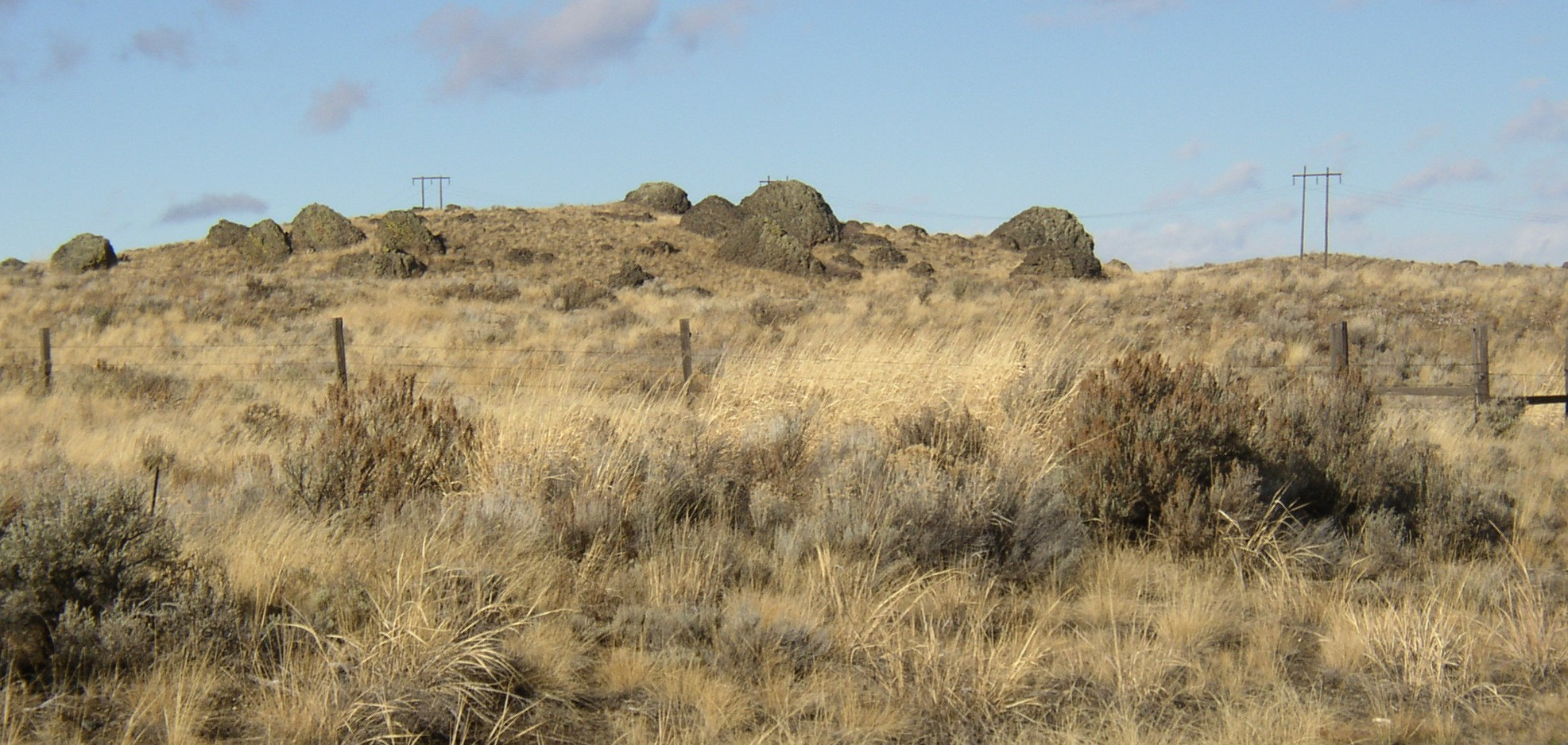
Ein Kame an der Endmoräne des Cordilerion-Gletschers im Waterville Plateau des Columbia Plateau in Washington

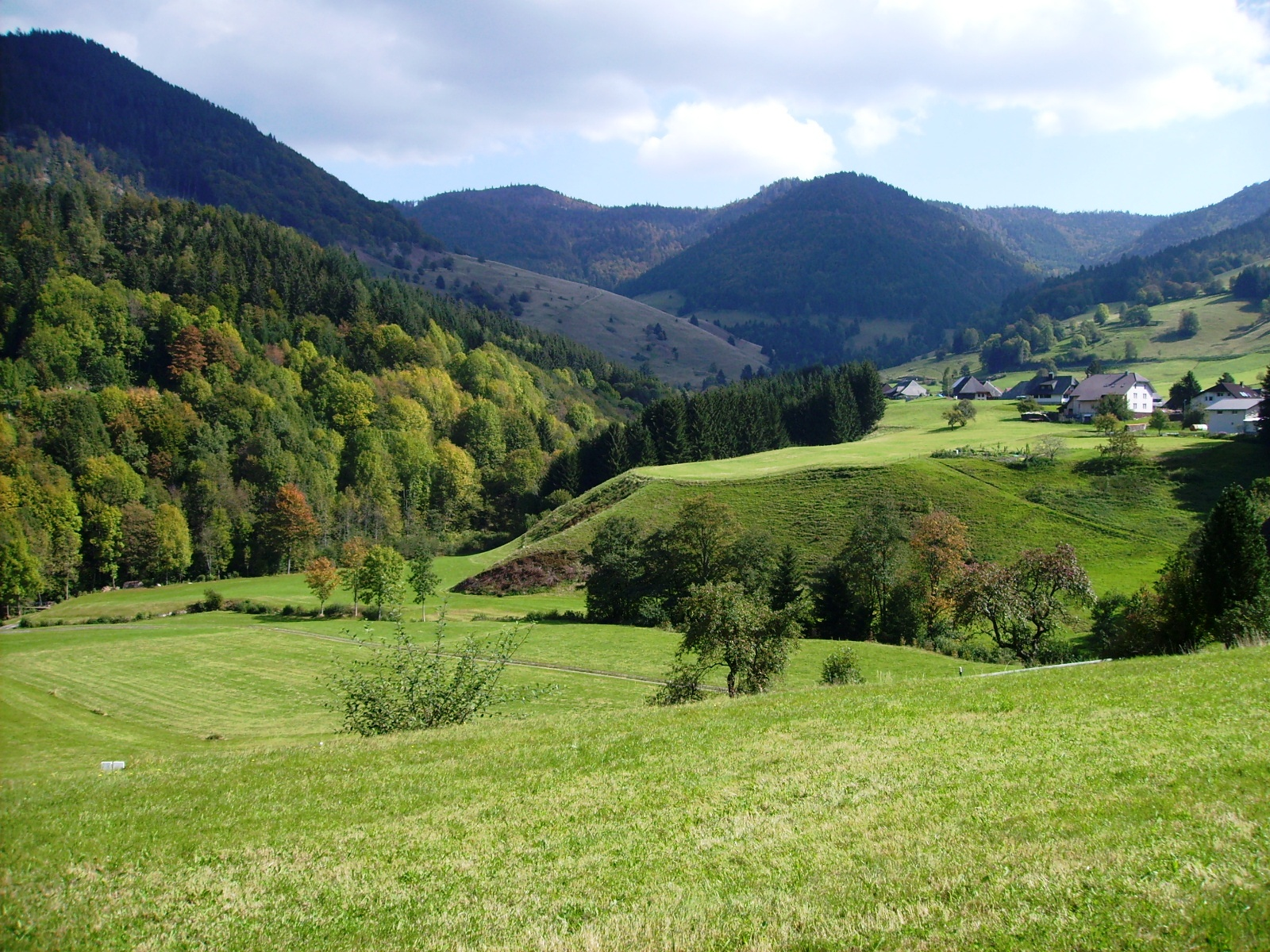
Kamesterrasse im Präger Kessel (Südschwarzwald)

Als Kame (mask., von schottisch Kame = steilhängiger Hügel aus Lockermaterial) bezeichnet man eine Erhebung innerhalb von glazialen Aufschüttungslandschaften, die durch die Ablagerung des Eises und seiner Schmelzwässer am Eisrand gegen ein Widerlager entstanden ist. Widerlager können Toteisblöcke, Tal- oder andere Hänge sein. Das spätere Schmelzen des Toteises lässt dann den Kame als Vollform in Erscheinung treten.
Die Schmelzwasserflüsse schütteten auf oder gegen das Widerlager, z. B. Toteis, Sand und Kies. Verbreitet sind aber auch feinkörnige Ablagerungen, die in Eisstauseen entstanden sind. Kames zählen daher zu den glazifluvialen wie auch den glazilimnischen Formen.
Kames gehören zu den Kleinformen der glazialen Serie und sind ein Bestandteil der Grundmoränenlandschaft. Im Gegensatz zu den langgestreckten Oser-Zügen haben Kames eher unregelmäßige oder rundliche Grundrisse und sind nicht wallartig, sondern haben mehr Rücken- oder Kuppenform. Steilere Seitenhänge begrenzen oft ein flacheres Plateau. Ihre Höhe liegt zwischen wenigen und einigen dutzend Metern; ihre Fläche reicht von wenigen hundert Quadratmetern bis hin zu einigen Hektar.
Verwandt mit den Kames sind Kamesterrassen, bei denen das Widerlager stets von einem Talhang gebildet wird. Kamesterrassen finden sich vor allem in ehemals stark vergletscherten Gebirgen wie den Alpen.

## Kameshügel
Ein Beispiel für glazifluviatile Ablagerungen sind Kameshügel, Anhäufungen von kantengerundetem bis gerundetem kleinerem Material, in dem die Feinfraktion fehlt.
Sie entstehen, wenn Schuttmaterial der Obermoräne in Gletscherspalten gespült wird und sich dort akkumuliert, wobei jedoch die Feinfraktion als Bestandteil der Gletschermilch ausgewaschen wird. Taut nun der Gletscher zurück, so verbleibt der Kameshügel als Ablagerung des gröberen Materials. Kameshügel findet man nur bei Talgletschern, da nur diese eine Obermoräne besitzen.